# Melville (Oregon)
Melville az Amerikai Egyesült Államok északnyugati részén, Oregon állam Clatsop megyéjében elhelyezkedő önkormányzat nélküli település.
Az 1891 februárja és 1922 novembere között működő posta vezetője Wilthea S. Ingalls volt.

## Fordítás
- Ez a szócikk részben vagy egészben  a   Melville, Oregon című angol Wikipédia-szócikk ezen változatának fordításán alapul.  Az eredeti cikk szerkesztőit annak laptörténete sorolja fel. Ez a jelzés csupán a megfogalmazás eredetét és a szerzői jogokat jelzi, nem szolgál a cikkben szereplő információk forrásmegjelöléseként.